# Туруханов, Георгий Иосифович
Георгий Иосифович Туруханов (07.12.1914, Красноярский край — 03.02.1944, Новгородская область) — старшина роты 661-го отдельного саперного батальона, старшина. Герой Советского Союза.

## Биография
Родился 7 декабря 1914 года в деревне Кильчук ныне Рыбинского района Красноярского края. Работал в колхозе.
В августе 1941 года был призван в Красную Армию. На фронте с января 1942 года. Воевал на Волховском и Ленинградском фронте, стал сапёром. В 1943 году вступил в ВКП(б)/КПСС.
3 февраля 1944 года старшина Туруханов с группой бойцов в районе деревни Село отбил пять атак противников, пытавшихся оттеснить наших воинов от железнодорожной линии Дно — Ленинград. Шестую атаку Туруханов отбивал уже один, гранатой уничтожил станковый пулемёт. Получил несколько ранений, но продолжал бой. С последней гранатой сапёр пополз на встречу вражескому танку. С близкого расстояния метнул гранату, подорвал танк, но и сам был сражён осколками.
Указом Президиума Верховного Совета СССР от 5 октября 1944 года за образцовое выполнение заданий командования и проявленные мужество и героизм в боях с немецко-вражескими захватчиками старшине Туруханову Георгию Иосифовичу присвоено звание Героя Советского Союза посмертно.
Награждён орденом Ленина, медалью.
Похоронен в братской могиле в деревне Малые Торошковичи Новгородской области.
Навечно зачислен в списки воинской части. Его именем названы улица в городе Заозерный Красноярского края и школа селе Чуриново Рыбинского района, а также школа в с. Новое Овсино Батецкого района Новгородской области.